# Naffentorp
Naffentorp ligger strax söder om Yttre ringvägen, och är ett delområde i distriktet Bunkeflo, som ingår i stadsdelen Limhamn-Bunkeflo i Malmö stad.  Naffentorp har liksom Vintrie och Bunkeflo by strandmarker nere vid Öresund, de ingår numera i området Bunkeflostrand.
Området, som liksom Bunkeflo och Vintrie hade några av norra Europas bäste odlingsjordar, är nu på väg att gå samma öde till möte. Att liksom de bli bebyggda med villor och flerfamiljshus.